# Аксазды
Аксазды (каз. Ақсазды, до 2010 г. — Петровка) — село в Алгинском районе Актюбинской области Казахстана. Входит в состав Ушкудукского сельского округа. Код КАТО — 153241300.

## Население
| Численность населения | Численность населения | Численность населения | Численность населения |
| 1989                  | 1999                  | 2009                  | 2021                  |
| --------------------- | --------------------- | --------------------- | --------------------- |
| 259                   | ↘208                  | ↘109                  | ↘64                   |

В 1989 году население села составляло 259 человек. Национальный состав: казахи — 53 %, украинцы — 30 %.
В 1999 году население села составляло 208 человек (101 мужчина и 107 женщин).
По данным переписи 2009 года, в селе проживало 109 человек (46 мужчин и 63 женщины).
По данным переписи 2021 года, в селе проживало 64 человек (25 мужчин и 39 женщин).